# Ключ 99
Ключ 99 (трад. и упр. 甘) — ключ Канси со значением «сладкий»; один из 23, состоящих из пяти штрихов.
В словаре Канси есть 22 символов (из 49 030), которые можно найти c этим радикалом.

## История
Древняя идеограмма изображала рот с чем-то вкусным внутри.
Иероглиф используется в значениях: «сладкий, вкусный, приятный, радостный», «сласти, лакомства, яства» и др.
В качестве ключевого знака используется редко.

Вид в Цзиньвэнь
Вид в Цзягувэнь
Вид в большой печати Чжуаньшу
Вид в малой печати Чжуаньшу

В словарях находится под номером 99.

## Примеры иероглифов
| Доп. штрихи | Иероглифы |
| ----------- | --------- |
| 0           | 甘        |
| 3           | 甙        |
| 4           | 甚        |
| 6           | 甛 甜     |
| 8           | 甝 甞     |

- Примечание: Ваш браузер может отображать иероглифы неправильно.